# Butch Carter
Clarence Eugene "Butch" Carter (Springfield, Ohio, 11 de junio de 1958) es un exjugador y exentrenador de baloncesto estadounidense que disputó seis temporadas en la NBA y tres más como técnico de los Toronto Raptors. Con 1,96 metros de altura, lo hacía en la posición de escolta.

## Trayectoria deportiva

### Universidad
Jugó durante cuatro temporadas con los Hoosiers de la Universidad de Indiana, en las que promedió 6,6 puntos, 2,8 asistencias y 2,3 rebotes por partido. En 1979 fue el jugador determinante en la victoria de su equipo en la final del National Invitation Tournament que disputaron ante Purdue Boilermakers, anotando un lanzamiento desde la parte frontal de la bombilla a falta de cuatro segundos para el final que ponía el marcador en 53-52, y que finalmente daría el título a los Hoosiers, y a él el premio de mejor jugador, galardón que compartiría con su compañero de equipo Ray Tolbert.

### Profesional
Fue elegido en la trigésimo séptima posición del Draft de la NBA de 1980 por Los Angeles Lakers, donde jugó una temporada como suplente de Magic Johnson, en la que promedió 5,6 puntos y 1,2 rebotes por partido. Antes del comienzo de la temporada 1981-82 fue traspasado a Indiana Pacers a cambio de una futura tercera ronda del draft.
En los Pacers comenzó como suplente, pero poco a poco fue jugando más minutos, consiguiendo un puesto en el quinteto titular en la temporada 1983-84, su mejor año como profesional, en el que promedió 13,4 puntos y 2,8 asistencias por partido. A pesar de ello, al año siguiente fue traspasado a New York Knicks a cambio de una segunda ronda del draft. En la Gran Manzana volvió a salir desde el banquillo, viéndose afectados sus estadísticas, que se quedaron en 7,9 puntos y 2,4 asistencias.
Nada más comenzada la siguiente temporada, fue cortado por el equipo neoyorquino, fichando como agente libre por Philadelphia 76ers, pero tras disputar tan solo 4 partidos fue nuevamente despedido. Tras verse sin equipo, fichó por los Cincinnati Slammers de la CBA, donde acabó la temporada promediando 22,7 puntos por partido, retirándose al término de la misma.
Su mayor logro como profesional fue la obtención del récord de la NBA de más puntos en una prórroga, al conseguir vistiendo la camiseta de los Pacers 14 puntos ante Boston Celtics el 20 de marzo de 1987, que se mantuvo vigente durante 18 años, hasta que fue superado por Earl Boykins en 2005, cuando consiguió 15.

### Entrenador
Comenzó su carrera como entrenador siendo asistente en las universidades de Long Beach State y Dayton, hasta que en 1991 fue contratado como asistente en el banquillo de los Milwaukee Bucks, a las órdenes primero de Frank Hamblen y posteriormente de Mike Dunleavy Sr..
En la temporada 1997-98 es contratado por Toronto Raptors como asistente de Darrell Walker, al que acabaría sustituyendo como entrenador principal tras 49 partidos de la temporada regular, en la que únicamente consiguieron 11 victorias. Permaneció en Toronto dos temporadas y media, hasta ser despedido en 2000.

#### Estadísticas
| Equipo  | Año     | T   | G  | P  | G–P% | Final         | TP | GP | PP | Resultado          |
| ------- | ------- | --- | -- | -- | ---- | ------------- | -- | -- | -- | ------------------ |
| Toronto | 1997–98 | 33  | 5  | 28 | .152 | 8º en Central | —  | —  | —  | No Playoffs        |
| Toronto | 1998–99 | 50  | 23 | 27 | .460 | 6º en Central | -  | -  | -  | No Playoffs        |
| Toronto | 1999–00 | 82  | 44 | 37 | .549 | 3º en Central | 3  | 0  | 3  | Pierde en 1ª ronda |
| Total   |         | 165 | 73 | 92 | .442 |               | 3  | 0  | 3  |                    |

## Estadísticas de su carrera en la NBA

### Temporada regular
| Temp.   | Edad | Equipo       | Liga | P   | TIT | MIN  | TC  | TCA  | %TC  | 3P  | 3PA | %3P  | TL  | TLA | %TL   | R.OF. | R.DEF. | REB | ASIS | ROB | TAP | PER | FP  | PTS  |
| 1980-81 | 22   | L.A. Lakers  | NBA  | 54  |     | 12.4 | 2.1 | 4.6  | .462 | 0.1 | 0.2 | .300 | 1.3 | 1.8 | .737  | 0.6   | 0.6    | 1.2 | 1.0  | 0.4 | 0.0 | 0.9 | 1.8 | 5.6  |
| 1981-82 | 23   | Indiana      | NBA  | 75  | 0   | 13.8 | 2.5 | 5.4  | .468 | 0.1 | 0.3 | .320 | 0.8 | 0.9 | .829  | 0.4   | 0.7    | 1.1 | 0.8  | 0.5 | 0.1 | 0.7 | 1.5 | 5.9  |
| 1982-83 | 24   | Indiana      | NBA  | 81  | 28  | 21.2 | 4.4 | 8.7  | .501 | 0.2 | 0.6 | .333 | 1.5 | 1.9 | .805  | 0.8   | 1.1    | 1.9 | 2.4  | 1.0 | 0.2 | 1.5 | 2.6 | 10.5 |
| 1983-84 | 25   | Indiana      | NBA  | 73  | 54  | 28.0 | 5.7 | 11.8 | .479 | 0.2 | 0.6 | .326 | 1.9 | 2.4 | .764  | 1.0   | 1.1    | 2.1 | 2.8  | 1.8 | 0.2 | 1.9 | 2.9 | 13.4 |
| 1984-85 | 26   | New York     | NBA  | 69  | 11  | 18.5 | 3.1 | 6.9  | .450 | 0.2 | 0.6 | .256 | 1.6 | 1.9 | .813  | 0.5   | 0.9    | 1.4 | 2.4  | 0.8 | 0.1 | 1.6 | 2.2 | 7.9  |
| 1985-86 | 27   | TOTAL        | NBA  | 9   | 0   | 7.4  | 0.8 | 2.7  | .292 | 0.0 | 0.1 | .000 | 0.7 | 0.8 | .857  | 0.2   | 0.2    | 0.4 | 0.4  | 0.1 | 0.0 | 0.8 | 1.6 | 2.2  |
| 1985-86 | 27   | New York     | NBA  | 5   | 0   | 6.2  | 0.4 | 1.6  | .250 | 0.0 | 0.2 | .000 | 0.2 | 0.2 | 1.000 | 0.4   | 0.2    | 0.6 | 0.6  | 0.2 | 0.0 | 1.2 | 1.2 | 1.0  |
| 1985-86 | 27   | Philadelphia | NBA  | 4   | 0   | 9.0  | 1.3 | 4.0  | .313 | 0.0 | 0.0 |      | 1.3 | 1.5 | .833  | 0.0   | 0.3    | 0.3 | 0.3  | 0.0 | 0.0 | 0.3 | 2.0 | 3.8  |
| Total   |      |              | NBA  | 361 | 93  | 18.9 | 3.6 | 7.5  | .475 | 0.1 | 0.5 | .307 | 1.4 | 1.8 | .788  | 0.6   | 0.9    | 1.5 | 1.9  | 0.9 | 0.1 | 1.3 | 2.2 | 8.7  |